# Goneccalypsis
Goneccalypsis is een vliegengeslacht uit de familie van de roofvliegen (Asilidae).

## Soorten
- G. argenteoviridis (Hermann, 1907)
- G. gooti Hradský & Geller-Grimm, 2000
- G. lucida Hermann, 1912
- G. montanus Londt, 1982